# 下邳縣
下邳县，古县名，今江苏省睢宁县境北。是中国古代长期设置的县，由秦代至明代共存在了约1600年。下邳县设置的大部分时间为所属州郡的治所。

## 名字溯源
「邳」字早于夏商时期已用作地名。夏朝中康时，车正之官奚仲原居于薛（今山东滕州市薛国故城），仲康三年（前2157年）迁至邳，始建邳国。后商汤、周武均封奚仲后人于邳，为侯国。直到春秋战国时期，由于楚人的压迫，邳人又重新北迁至薛。邳国迁回故地后，仍称邳。为了区別两地，便称原来的地方为下邳，薛地为上邳（古人以北为上，南为下）。

## 建置沿革
- 秦始皇二十六年（前221年）置下邳县，治所在今江苏睢宁县县境北端之下邳故城，属东海郡，是下邳称县之始。
- 汉高祖五年（前202年），封韩信为楚王，建都下邳。次年废除韩信王号，封高祖之弟刘交为楚王，治彭城（今江苏徐州市），下邳县隶属楚国。
- 汉武帝元狩六年（前117年），置临淮郡，下邳隶属临淮郡。
- 王莽始建国元年（9年），改下邳为润俭。
- 东汉光武帝建武五年（29年），吴汉攻拔郯城，置下邳郡。后改下邳郡为临淮郡，下邳县为郡治所。
- 汉明帝永平十五年（72年），改临淮郡为下邳国，仍治下邳县。
- 汉献帝初平四年（193年），陶谦任徐州牧，下邳县为州治、郡治。
- 三国时，魏迁徐州治所于彭城，置下邳郡，下邳县为郡治。
- 晋武帝太康元年（280年）置下邳国，下邳县为国都。
- 晋成帝咸和元年（326年），刘闽杀下邳内史夏侯嘉降石勒，下邳归入后赵，改置下邳郡。
- 北魏孝明帝孝昌元年（525年），置东徐州，治下邳县。
- 南朝梁武帝中大通五年（533年），梁置武州，治下邳县。
- 东魏孝静帝武定八年（550年），复置东徐州，治下邳县。
- 陈朝陈宣帝太建七年（575年），陈将樊毅伐北齐并攻克下邳，陈改东徐州为安州。
- 北周宣帝大成元年（579年），陈的徐州、淮南之地尽归北周，周改安州为邳州。下邳县于此期间一直为州治所。
- 隋朝初置邳州，隋炀帝大業三年（607年），改置下邳郡，迁治宿预（今宿迁市区东南），下邳县仍属下邳郡。
- 唐高祖武德四年（621年），置邳州，下邳县为州治。
- 唐太宗貞觀元年（628年），废除邳州，下邳县隶属泗州。
- 唐宪宗元和四年（809年），下邳县隶属徐州。
- 五代十国时期（907年至960年），下邳县隶属武宁军、徐州。
- 宋太宗太平兴国七年（982年），置淮阳军，治下邳县。
- 金太宗天会七年（1129年），复置邳州，下邳县为州治。金亡后曾短暂归宋。
- 元朝初曾省县入邳州，元世祖至元八年（1271年），邳州属归德府。
- 元世祖至元十五年（1278年），复置下邳县，为邳州治所。
- 明太祖洪武初年，省下邳县入淮安府邳州。从此下邳县再无复置。

## 下邳古城遗址
古城遗址在今江苏省睢宁县古邳镇。
清康熙七年（1668年）7月25日，下邳古城先遭8.5级强烈地震，后遇黄河决堤，古城被埋地底。解放后，遗址先后曾出土有铜牛灯、汉画像石《牛耕图》等国家级文物。当地政府计划在原址附近复建下邳古城。
2017年11月26日，近日南京博物院、徐州博物館及睢寧博物館共同進行遺址考古，成功確認「下邳古城」的確切位置，代表著也確立了呂布的葬身之地，不僅如此還發現遺址層層堆疊現象，可謂「城上有城、城下有城」，別具意義。

## 相关名人
- 张良（？─前189年），字子房。相传他刺杀秦始皇未遂，逃往下邳藏匿。在此遇黄石公，得《太公兵法》。今有圯桥故址，相传是张良与黄石公相遇之桥[6]。
- 吕布（？－199年），字奉先。东汉建安三年（198年），曹操攻打吕布的根据地下邳，吕布最终战败，相传在白门楼被缢杀。今有白门楼遗址。

## 備注
1. ↑  《春秋左傳注》：「薛之祖先奚仲居薛。」
2. ↑  《左传》定公元年记薛宰曰：「薛之皇祖奚仲居薛，以为夏车正。奚仲迁于邳。」
3. ↑  《汉书·地理志》东海郡下邳注：「臣瓒曰：有上邳，故曰下邳。」
4. ↑  .   [2012-01-24]. （原始内容存档于2019-05-12）.
5. ↑  .   [2017-11-26]. （原始内容存档于2020-08-15）.
6. ↑  《水经注・沂水》:「一水径城东，屈从县南，亦注泗，谓之小沂水。水上有桥，徐泗间以为圯，昔张子房遇黄石公于圯上，即此处也。」

## 参看
- 下邳之战